# Благовіщенка (Щастинський район)
Благові́щенка — село в Україні, у Широківській селищній громаді Щастинського району Луганської області. Населення становить 361 осіб.

## Населення
За даними перепису 2001 року населення села становило 361 особу, з них 5,54% зазначили рідною мову українську, 94,46% — російську.

## Географія
Розташоване на лівобережжі річки Полна в 49 км на північний схід від Станиці Луганській і у 63 км від Луганська, у 111 км на схід від Сіверськодонецька . На заході, півночі і північному сході примикає до кордону з Росією (кордон в цьому місці утворює виступ, з трьох сторін оточений територією Росії). У 2 км на північний схід від села, на правому березі Полної, знаходиться слобода Рогалик (Міллеровський район Ростовської обл.).
Під'їзна дорога йде від села Красна Талівка (через селище Талове).
У 1980-х була залізнична колія до села від неіснуючої нині залізниці Міллерово-Луганськ.